# Jed z Judey
Jed z Judey (cz. Trucizna z Judei) – tomik wierszy czeskiego poety Josefa Svatopluka Machara, zawierający utwory w otwarty sposób wyrażające jego antychrześcijańskie poglądy, opublikowany w 1906.